# Ojalinilla
Ojalinilla u Ojalvilla es un despoblado español situado en el término municipal de La Lastrilla, en la provincia de Segovia, comunidad autónoma de Castilla y León. 

## Toponimia
El nombre pudo ser dado por repobladores de una localidad llamada Ojalina, aunque este nombre no existe actualmente en España.

## Ubicación e historia

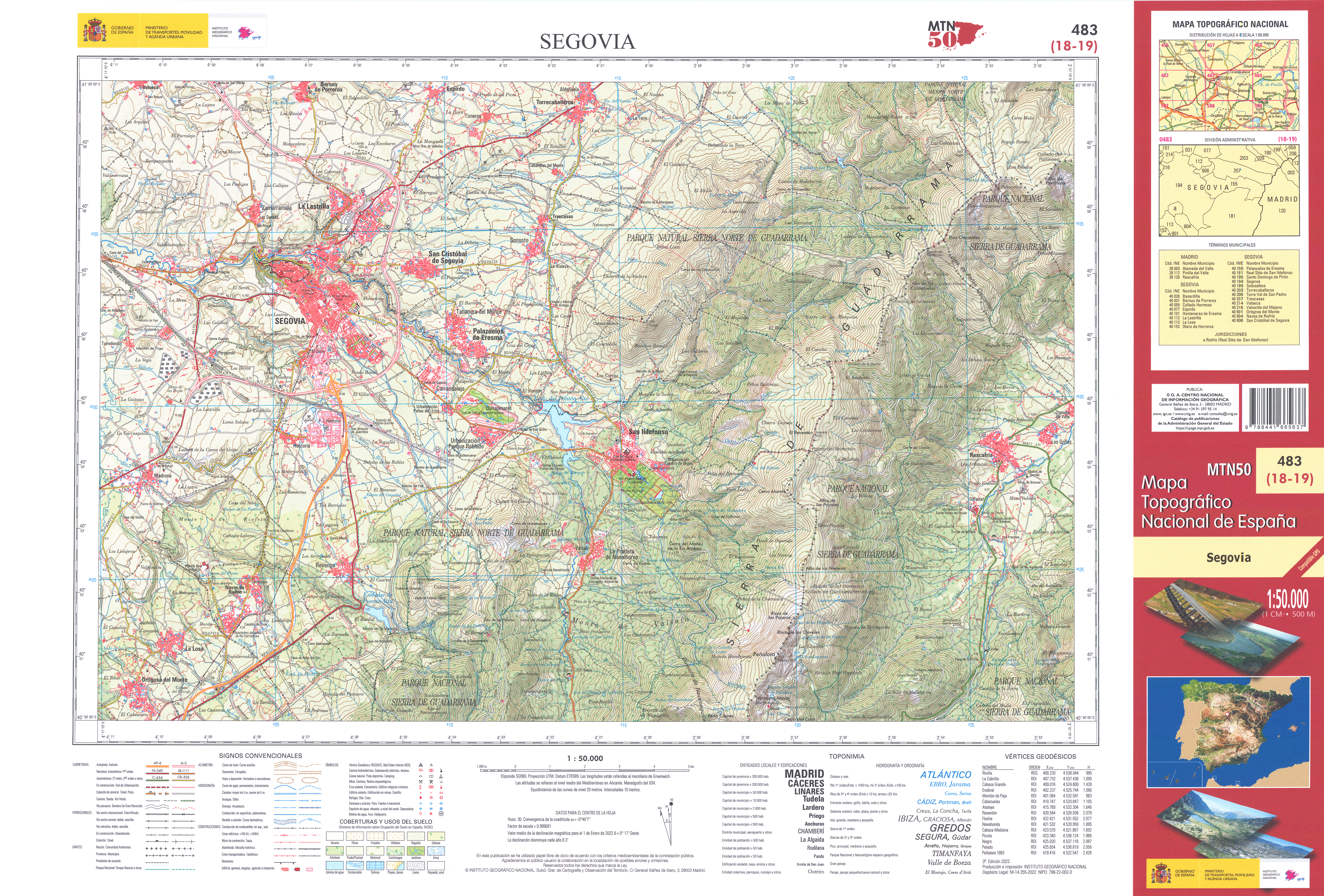
Fragmento de la hoja 483 del Mapa Topográfico Nacional de España (2022), se representa la zona donde se ubicó Ojalinilla

Se situaba 2700 m al este/sureste de La Lastrilla, en la divisoria con San Cristóbal de Segovia —un kilómetro al norte de este—, junto a una de las acequias del río Ciguiñuela. Era una zona donde se cultivaba lino.
Existió durante los siglos XI y XIV y perteneció a la Comunidad de Ciudad y Tierra de Segovia. Aparece en las ordenanzas que regulan el agua del río Cambrones, realizadas por la Noble Junta de Cabezuelas en 1401. En dicho documento, aparece La Lastrilla como titular de los derechos de Ojalinilla.